# 前田文子
前田 文子（まえだ あやこ、Ayako Maeda）は、日本の舞台衣裳デザイナー。実践女子大学家政学部被服科卒業。成安造形大学客員教授（空間デザイン領域）。日本舞台美術家協会所属。

## 研究業績

### 主な受賞
- 伊藤熹朔賞新人賞
- 伊藤熹朔賞
- 読売演劇大賞優秀スタッフ賞
- 橘秋子クリエイティブスタッフ賞
- 第53回紀伊國屋演劇賞 個人賞（シス・カンパニー『ヘッダ・ガブラー』、こまつ座『母と暮せば』）

### 主な作品
- 「ニューヨークに行きたい!!」（帝国劇場）
- 「ピアフ」（シアタークリエ）
- 「雨」（新国立劇場）
- 「炎の人・ゴッホ」（銀河劇場）
- 「ジェーン・エア」（日生劇場）
- 「ヘンリー6世」（新国立劇場）
- 「組曲虐殺」（銀河劇場）
- 「グレイ・ガーデンズ」（シアタークリエ）